# Sainte-Marie-aux-Chênes
Sainte-Marie-aux-Chênes is een gemeente in het Franse departement Moselle (regio Grand Est). Sainte-Marie-aux-Chênes telde op 1 januari 2022 4.512 inwoners.

## Geschiedenis
Tussen 1940 en 1944 werd voor de plaats de verduitste naam Marieneichen gebruikt.
De gemeente maakt sinds 22 maart 2015 deel uit van het kanton Rombas. Daarvoor hoorde het bij het kanton Marange-Silvange, dat toen opgeheven werd. Het arrondissement Metz-Campagne fuseerde met het arrondissement Metz-Ville tot het huidige arrondissement Metz.

## Geografie
De oppervlakte van Sainte-Marie-aux-Chênes bedroeg op 1 januari 2022 10,19 vierkante kilometer; de bevolkingsdichtheid was toen 442,8 inwoners per km².

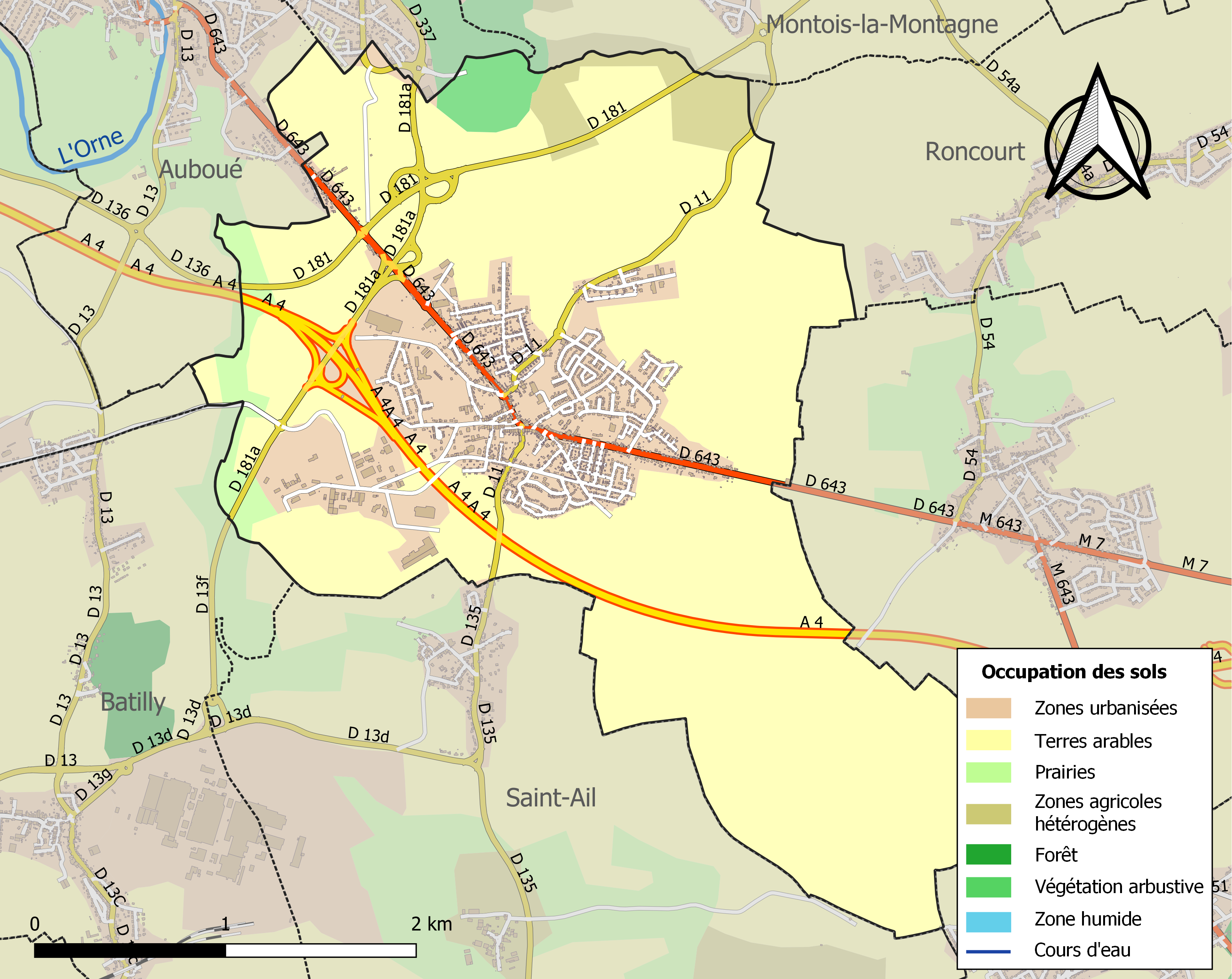
Kaart van de gemeente met de belangrijkste infrastructuur, bodemgebruik en omliggende gemeenten

## Demografie
Onderstaande figuur toont het verloop van het inwonertal (bron: INSEE-tellingen).